# Bottomness
In fisica, la bottomness (simbolo B′) o beauty (bellezza), è un numero quantico di sapore che riflette la differenza tra il numero di antiquark bottom (nb) e il numero di quark bottom (nb) presenti in una particella:
{\displaystyle B^{\prime }=-(n_{b}-n_{\bar {b}})}
I quark bottom hanno (per convenzione) una bottomness di −1 mentre gli antiquark bottom hanno una bottomness di +1. La convenzione è che il segno del numero quantico del sapore per il quark è lo stesso segno della carica elettrica (simbolo Q) di quel dato quark (in questo caso, Q = −1/3).
Come con altri numeri quantici relativi al sapore, la bottomness si conserva sotto l'interazione forte ed elettromagnetica, ma non sotto le interazioni deboli. Per queste reazioni deboli di primo ordine, risulta che {\displaystyle \Delta B^{\prime }=\pm 1}.
Questo termine viene usato raramente. La maggior parte dei fisici si riferisce semplicemente al "numero di quark bottom" e al "numero di antiquark bottom".